# نیو هوپ (آلاباما)
نیو هوپ (به انگلیسی: New Hope) شهرکی در شهرستان مدیسون ایالت آلاباما است که مساحت آن ۱۲۴٫۵ کیلومترمربع است و در سرشماری سال ۲۰۱۰ میلادی، ۲٬۸۱۰ نفر جمعیت داشته و تراکم جمعیتی آن، ۲۲٫۵۷ در کیلومترمربع بوده است.